# Florent Leonard Ruyssinck
Florent Leonard Ruyssinck (Dendermonde, 14 maart 1886 – aldaar, 13 maart 1962) was een Belgisch componist en dirigent.

## Levensloop
Ruyssinck was dirigent van de Koninklijke Fanfare Vreugd in Vrijheid Appels. Appels is nu een deelgemeente van Dendermonde. Tijdens de Eerste Wereldoorlog was hij vertrokken naar Schoonaarde, waar hij bedrijfsleider werd. Na 1944 verhuisde hij opnieuw met zijn gezin terug naar Dendermonde. Tussen 1920 en 1930 verzorgde hij regelmatig met zijn fanfare zomerconcerten in Dendermonde tijdens het "bestendig festival". Van hem als componist is tot nu uitsluitend de Ouverture Antigone (1929) voor fanfareorkest bekend. 